# Emblèmes de la Croix-Rouge
 (mars 2025).
Pour les articles homonymes, voir Croix-Rouge.

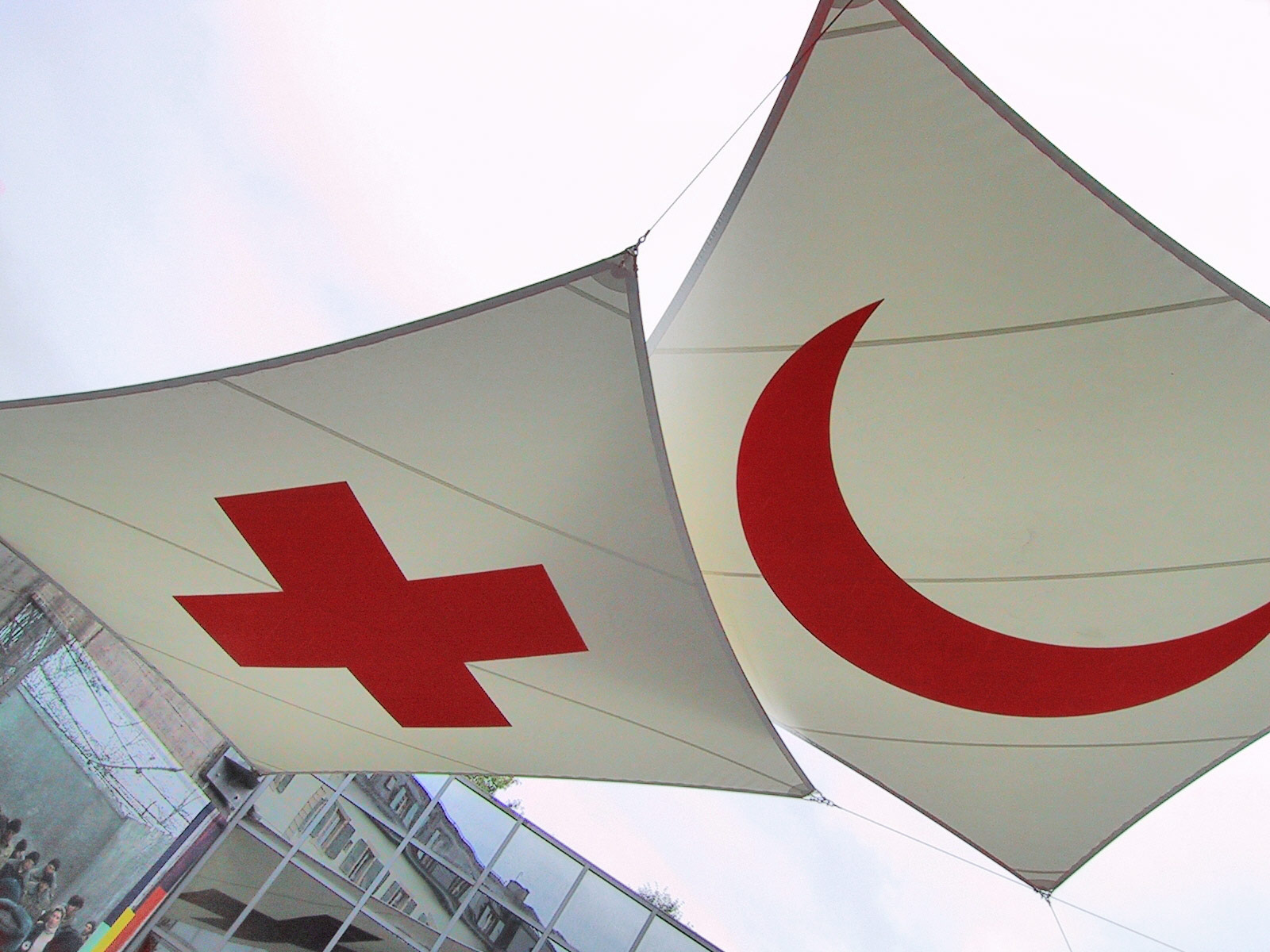
Les symboles du mouvement - Les emblèmes de la croix rouge et le croissant rouge au Musée international de la Croix-Rouge et du Croissant-Rouge à Genève, en Suisse. Le Cristal Rouge a récemment été ajouté.

Les emblèmes de la Croix-Rouge servent à désigner clairement les services médicaux en temps de guerre pour que leur protection puisse être assurée par les belligérants.
Quatre emblèmes sont actuellement reconnus par les Conventions de Genève : la croix rouge, le croissant rouge et le cristal rouge ; le quatrième, le lion-et-soleil rouge, est toujours officiel, mais n'est plus utilisé.

## Historique

La croix rouge.

À Genève, le 22 août 1864, la croix rouge (qui est le drapeau de la Suisse aux couleurs inversées) devait être le seul symbole reconnu par les Conventions de Genève. L'unicité et l'universalité de l'emblème protecteur vont de pair avec sa neutralité.

Le croissant rouge.

Cependant, l'Empire ottoman, qui avait à l'origine accepté le symbole de la croix rouge, considéra en 1876 qu'il s'agissait d'un symbole chrétien qui rappelait l'emblème des croisés ; les Turcs créent alors l'emblème du croissant rouge. Pour la même raison, la Perse décide elle aussi de créer son propre emblème, le lion-et-soleil rouge.
Le croissant est accepté en 1929 en dépit de son héritage religieux. Mais il est spécifié qu'aucun autre emblème ne serait plus accepté dans le futur. Les sociétés membres doivent opter pour l'un des deux. En 1949, les Pays-Bas font une proposition pour utiliser un signe unique. De son côté, Israël demande l'acceptation de l'emblème du « bouclier de David rouge » (Magen David Adom), en forme d'étoile de David de couleur rouge, qu'elle utilise. Ces deux propositions sont refusées.
La Société nationale d'Israël a été reconnue comme membre international de la Croix-Rouge et du Croissant-Rouge le 22 juin 2006, à la suite de l'adoption de l'emblème du cristal Rouge. 

Le lion-et-soleil rouge iranien (officiel, mais qui n'est plus utilisé).

Le lion-et-soleil rouge iranien, également reconnu comme emblème en 1929, est tombé en désuétude après la révolution de 1979. Les autorités iraniennes ont en effet annoncé le 4 septembre 1980 qu'elles utiliseraient désormais le croissant rouge. Le lion-et-soleil rouge n'est plus mentionné dans les statuts du Mouvement depuis 1986.
Après la Seconde Guerre mondiale, les diverses tentatives ou revendications d'augmenter le nombre des emblèmes en ajoutant d'autres figures, parfois d'inspiration religieuse (notamment, svastika bouddhique — voir notamment l'article « Société internationale du Svastika rouge ») ont fait long feu. Israël persiste cependant dans son refus d'utiliser la croix rouge ou le croissant rouge ; une des solutions possibles à ce problème serait l'adoption d'un troisième Protocole additionnel aux Conventions de Genève, dans lequel figurerait un emblème supplémentaire. Cet emblème ne sera cependant pas l'étoile de David, mais un carré rouge sur sa pointe ; le cas échéant, Israël pourrait mettre l'étoile de David en abyme (dans un carré blanc, au milieu du carré rouge) – uniquement comme « logo » indicatif, cependant, sans valeur d'emblème protecteur.

Le cristal rouge (officiellement reconnu, mais peu utilisé).

Finalement, le 8 décembre 2005, le cristal rouge a été adopté lors de la signature du troisième Protocole additionnel aux Conventions de Genève de 1949 par 98 États (27 contre et 10 abstentions). Ce nouvel emblème peut être utilisé par toute composante du Mouvement international de la Croix-Rouge et du Croissant-Rouge qui, pour des raisons culturelles ou opérationnelles, préfère ne pas utiliser le croissant ou la croix. Depuis le 22 juin 2006, le cristal est principalement utilisé par le Magen David Adom (la Société nationale d'Israël) dans ses opérations de secours menées hors du territoire national, la Croix-Rouge Internationale l'utilise également.
La question de principe (multiplication du nombre des emblèmes) et les circonstances politiques (opposition des pays arabes ou islamiques ; isolement d'Israël et refus de reconnaître l'applicabilité de jure de la IVe Convention de Genève, qui protège les civils et, notamment, interdit les colonies dans les Territoires occupés), relativisent les chances de la solution dite du « 3e protocole ».
Il est important de souligner que ce n'est pas seulement l'emblème qui protège les services médicaux, mais leur fonction. Il est donc interdit de s'en prendre à des installations médicales, même si elles n'arborent pas un emblème internationalement reconnu et sont reconnaissables comme telles. Dans la conduite des hostilités, il est totalement interdit d'utiliser un emblème protecteur à d'autres fins qu'humanitaires (comme le transport de troupes).

## Propriété et description
L'emblème de la croix rouge, du croissant rouge, du lion-et-soleil rouge et du cristal rouge sont définis en droit international et sont la propriété du Comité international de la Croix-Rouge et de la Fédération internationale des Sociétés de la Croix-Rouge et du Croissant-Rouge qui en autorisent l'usage aux Sociétés nationales de la Croix-Rouge, aux services sanitaires militaires et au personnel religieux militaire. Toute représentation d'un tel symbole hors de ce champ - et en temps de paix - est une usurpation caractérisée.
En France, jusqu'aux années 1950, les pharmacies avaient souvent comme enseigne une croix rouge mais la loi (qui datait de 1913) a fini par leur imposer l'usage de la croix verte qu'ils déposent officiellement comme marque collective en 1984.

## Drapeaux et symboles ressemblants

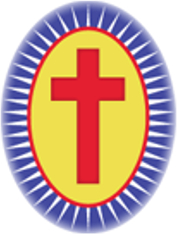
Emblème de l'ordre des Clercs réguliers pour les malades.

- Le drapeau de la Suisse, croix blanche sur fond rouge (couleurs inversées ; pour cette raison, la croix rouge possède exactement les mêmes proportions que la croix fédérale suisse, à savoir cinq carrés et 1⁄6 de carré à l'extrémité de chaque branche) ;
- le drapeau de l'Angleterre, Croix de saint Georges rouge sur fond blanc, bras de la croix touchant les bords ;
- le drapeau de l'ordre de Malte, Croix de saint Georges en négatif blanche sur fond rouge ;
- le drapeau du Danemark, Croix scandinave blanche sur fond rouge ;
- le drapeau et le pavillon maritime des Tonga, fond rouge avec carré blanc et croix rouge en franc-quartier (dans l'angle supérieur gauche) ;
- en outre, saint Camille de Lellis, religieux du XVIe siècle, fondateur de l'ordre des Clercs réguliers pour les malades, utilise une croix latine rouge sur la soutane comme signe distinctif de l'ordre.

## Règles d'utilisation
En temps de guerre, toute personne ou organisation ne participant pas au conflit et portant assistance aux blessés peut porter le signe de la croix rouge, sous réserve qu'elle ne soit pas accompagnée d'une inscription faisant référence au Mouvement international de la Croix-Rouge et du Croissant-Rouge. De même, en temps de guerre, la croix n'est pas soumise à des conditions graphiques.
Ainsi qu'il est prévu par les Conventions de Genève, le symbole de la croix rouge peut être utilisé uniquement pour :
- l'apport d'une aide aux membres des forces armées blessés ou malades ;
- les personnels et équipements médicaux des forces armées ;
- les aumôniers militaires ;
- groupes de la Croix-Rouge, telles que le Comité international de la Croix-Rouge, la Fédération internationale des Sociétés de la Croix-Rouge et du Croissant-Rouge ou les sociétés nationales.

Les conventions de Genève imposent à leurs signataires d'interdire l'usage non autorisé du nom et de l'emblème en temps de paix comme en temps de guerre, afin d'assurer le respect universel du symbole.
Cependant, la croix, avec des couleurs variables, est un symbole international indiquant les premiers secours ou le matériel médical. Par exemple en France la croix verte qui figure sur les armoires à pharmacie, et la croix blanche qui est dans le logo de certaines associations de secourisme comme la Fédération des Secouristes Français Croix Blanche, ou en Belgique la croix jaune et blanche. Le Spéléo Secours Français a pour emblème une croix bleue vue en perspective (élévation 45°) avec les lettres FFS et une chauve-souris dans ses bras.
En 2008, l'utilisation de l'emblème du Comité international de la Croix-Rouge par l'Armée nationale colombienne durant l'opération Jaque, qui a permis de libérer 15 otages dont Íngrid Betancourt, enlevés par les FARC, a suscité une polémique. L'armée avait en effet violé les accords de Genève et du droit international, pour rassurer les rebelles sur leur identité. Le président Álvaro Uribe s'en est excusé auprès du Comité international de la Croix-Rouge.